# Asmate glarearia
Asmate glarearia là một loài bướm đêm trong họ Geometridae.